# Platforma przetargowa
Platforma przetargowa – system służący do realizacji przetargów on-line, mający odzwierciedlać w założeniach system aukcyjny bądź też realizujący przetargi w modelu odpowiadającym prawie zamówień publicznych.

## Działanie
Działanie platform przetargowych opiera się na założeniu przeniesienia systemu realizacji przetargów do internetu, w wyniku czego łatwiejszy jest dostęp do przetargów i znacznie zmniejszony koszt ich organizacji. Dzięki korzystaniu z platform przetargowych pracochłonność zarówno dostawcy jak i organizatora przetargu może być znacznie niższa. 
Funkcje platformy przetargowej spełniają często platformy transakcyjne. 
Platformy przetargowe mają również swoje wady. 
Jednym z głównych problemów jest często wymagany podpis elektroniczny posiadany przez niewielki odsetek dostawców.